# Polyommatus baltazardi
Polyommatus baltazardi is een vlinder uit de familie van de Lycaenidae. De wetenschappelijke naam van de soort is voor het eerst gepubliceerd in 1963 door De Lesse.